# Mesquita d'Ahmet III
La Mesquita d'Ahmet III (en grec: τζαμί του Αχμέτ Γ΄), és també coneguda com a Mesquita d'Ahmet Paixà. Tanmateix, la publicació ministerial de referència sobre arquitectura otomana a Grècia es refereix més senzillament a l'edifici com a Mesquita de l'Acrocorint. τζαμί Αχμέτ Πασά és un edifici d'arquitectura otomana dins la fortalesa grega de l'Acrocorint, al Peloponnés. Construït al lloc d'una mesquita anterior del segle xvi, el monument fou encarregat pel soldà Ahmet III després de la segona conquesta otomana del 1715.

## Història
Després de la conquesta de Corint per les tropes otomanes del soldà Mehmet II el 1458, la ciutadella de l'Acrocorint contenia algunes mesquites. El viatger Evliya Çelebi, que va visitar l'àrea el 1668, va esmentar quatre edificis que marcaven el ritme de la vida religiosa islàmica en la fortalesa. Segurament del segle xvi, una primera mesquita a la part nord pot ser identificada com la Mesquita d'Ahmed Paixà o Bayezid, esmentada per Evliya Çelebi. Dos elements de roure foren trobats en un travesser de la maçoneria i al minaret pels arqueòlegs Richard Rothaus i Timothy E. Gregory, i estan datats del 1489 i 1508.
La mesquita, esmentada imprecisament el 1668, es transformà en un polvorí durant el segon període d'ocupació veneciana, entre el 1687 i el 1715. A la fi del segle XVIII, un plànol de l'Acrocorint fet per l'enginyer Pierre de la Salle a la Biblioteca Gennadeion, indica que l'indret també s'utilitzava per a emmagatzemar galetes de guarnició, també conegudes com a pans de munició. Poc després que els otomans prenguessen de nou la ciutat el 1715, el soldà Ahmet III va construir una nova mesquita sobre les ruïnes dels edificis anteriors.
La mesquita fou estudiada pels arqueòlegs Antoine Bon i Rhys Carpenter el 1936. Durant la dècada del 2000, l'edifici es va sotmetre a obres de consolidació, dirigides sobretot a reforçar les finestres i el minaret.

## Arquitectura
La Mesquita d'Ahmet III, que fa 8,50 m x 9,50 m, mostra els trets i la planta senzilla de les primeres mesquites otomanes dels Balcans. Encara hui s'hi poden veure vestigis de la mesquita anterior, sobretot en l'estil punxegut de les obertures, típic del primer període otomà.
La maçoneria general n'és heterogènia, composta per pedra calcària i algunes rajoles posades a l'atzar. Els murs exteriors de 0,70 m  estan més controlats als xamfrans i a la base del minaret, en què s'han incorporat materials d'edificis més antics. A la façana principal, al nord, hi ha vestigis de la decoració de la segona època veneciana, sobretot de l'ús de dovelles a la part superior de la porta i el lleó de Sant Marc, emblema de la Sereníssima.

La base del minaret, que conserva l'escala de caragol, n'és a l'angle nord-oest, a l'alçada del pòrtic, del qual només resten uns trams dels murs exteriors de la banda est. Una gran cúpula sobre trompes, parcialment destruïda des de la fi del segle xx per manca de manteniment, remata la sala de pregària quadrada. Al bell mig del mur sud, emmarcat per dues finestres, l'edifici té un mihrab barroc turc que encara hui és visible. El nínxol de mocàrabs té un marc rectangular doble ornamentat.
- La mesquita amb vista al Golf de Corint
- Minaret de la mesquita i torre franca (dalt a la dreta)
- Vista de la mesquita des del sud
- Minaret en l'angle nord-oest
- Interior de la mesquita, amb la cúpula i el mihrab